# Thaumatoplitops guineensis
Thaumatoplitops guineensis là một loài tò vò trong họ Ichneumonidae.